# المتحف الوطني (صنعاء)

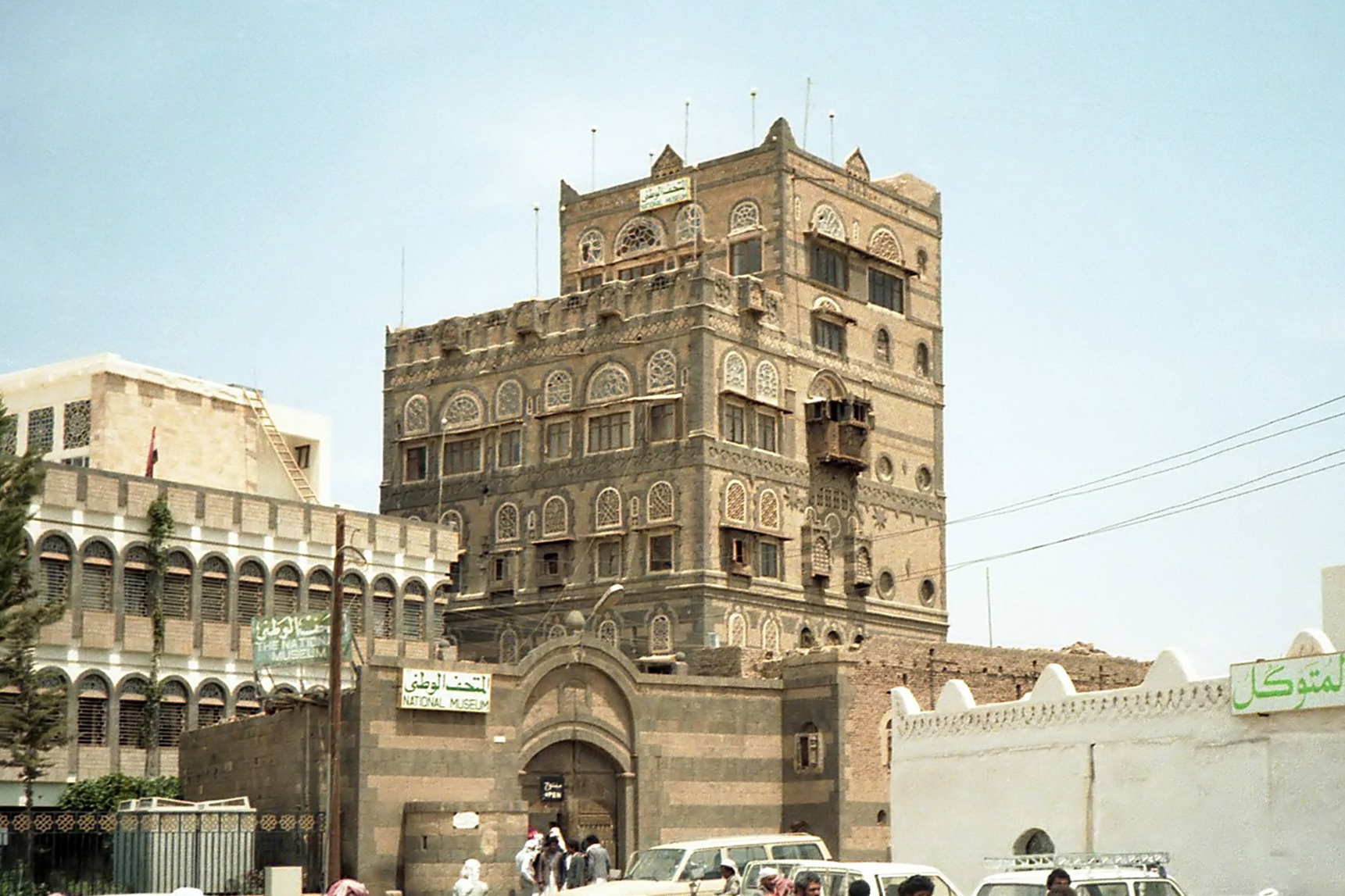
الموقع القديم للمتحف الوطني بصنعاء والذي أصبح متحفا للموروث الشعبي فيما بعد.

المتحف الوطني في العاصمة اليمنية صنعاء: يعود تاريخه إلى بداية السبعينيات ويقع مقره في أمانة العاصمة بالقرب من ميدان التحرير.

## تاريخ المتحف

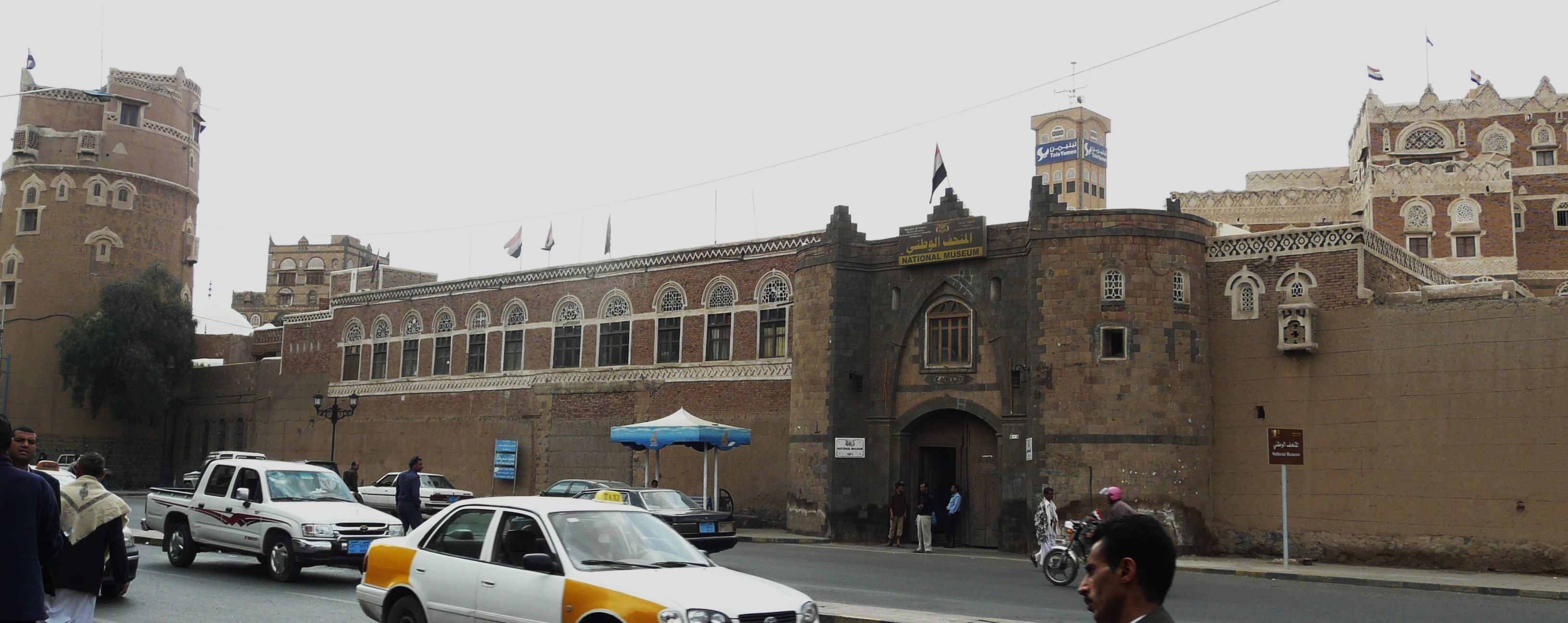
المقر الجديد للمتحف الوطني بصنعاء.

تأسس المتحف الوطني بصنعاء، اليمن عام 1971م في دار يسمى دار الشكر وهو أحد القصور الإمامية ويقع بالقرب من باب السباح بجوار جامع قبة المتوكل في ميدان التحرير مركز مدينة صنعاء. كان المتحف آنذاك يحوي قسمين رئيسين أحدهما للآثار القديمة والآخر للتراث الشعبي ثم تلا ذلك إعداد قسم للآثار الإسلامية.
انتقل المتحف مؤخراً إلى مبنى دار السعادة الواقع بجانب دار الشكر وقد اختير دار السعادة ليكون متحفاً وطنياً للجمهورية اليمنية نظراً لاتساعه بما يكفي لاستيعاب المقتنيات الأثرية المتزايدة ولأهمية موقعه حيث تم ترميمه ليتسع لآثار الممالك اليمنية القديمة والدول الإسلامية ومراحلها في البلاد، ويجرى تخطيط لتوسيعه وبشكل حديث. أما دار الشكر ومع أنه أصبح متحفاً للموروث الشعبي عام 1991م إلا أنه مغلق منذ سنوات بحجة عدم وجود دعم وتجهيزات كافية.
خضع المتحف مطلع العام 2000 لأعمال ترميم وصيانة شاملة لمختلف المباني التاريخية. تم افتتاح المتحف مرة أخرى 28 مايو 2006 بعد استكمال عمليات الترميم وإضافة الكثير من الآثار النادرة، وإعادة هيكلة المتحف.

## أقسام المتحف
يحتوي المتحف على آثار يمنية قديمة جمعت من مواقع أثرية مختلفة. كان المتحف الوطني يتكون من أربعة طوابق خصصت غرفة لعرض التحف والآثار النادرة. وتشمل معروضاته آثاراً يمنية خاصة جاءت من موقع غيمان والنخلة الحمراء والحقة، وكذا آثار مأرب. بعدها تم تقسيم المتحف إلى ثلاثة أقسام رئيسية هي:

### قسم ما قبل الإسلام
يتكون هذا القسم من 7 قاعات هي:
- قاعة ذمار علي يهبر.
- قاعة الخط المسند.
- قاعة مملكة معين.
- قاعة مملكة حضرموت.
- قاعة مملكة سبأ.
- قاعة مملكة حمير.
- قاعة هدايا رئيس الجمهورية.

### قسم العصر الإسلامي
يحتوي على 7 قاعات:
- قاعة المخطوطات.
- قاعة الأدوات النحاسية.
- قاعة الجوامع (المساجد).
- قاعتي المسكوكات.
- قاعة الإنارة.
- قاعة الأسلحة (عتاد حربي).
- قاعة كسوة الكعبة.

### قسم الموروث الشعبي
يتألف من 10 قاعات:
- قاعة الزراعة.
- قاعة فن العمارة اليمنية.
- قاعة عشة من تهامة.
- قاعة الأزياء (الملابس النسائية).
- قاعة اللون الأزرق (النيلي).
- قاعة العرس الصنعاني.
- قاعة النسيج التهامي.
- قاعة الحلي الفضية.
- قاعة عمل السلال.
- قاعة الأعمال الخشبية.

## إحصائيات
وصل عدد زوار المتحف خلال العام 2009 إلى 38,682 منهم (3931) زائراً أجنبياً و(29631) زائراً محلياً و(4700) زائر من المدارس و(420) من الوفود الرسمية وكان أبرز شخصيات ذلك العام الملك مسواتي الثالث ملك مملكة سوازيلاند، والأمير الوليد بن طلال بن عبدالعزيز آل سعود، وفؤاد السنيورة رئيس الوزراء اللبناني الأسبق ووفود رسمية منها وفد الأكاديمية العسكرية الأردنية. كان هذا العدد قد وصل إلى 42551 خلال العام 2008 إلا أنه تراجع بسبب أوضاع الحرب وبعض عمليات التخريب التي تعيشها اليمن.

## صور من المتحف

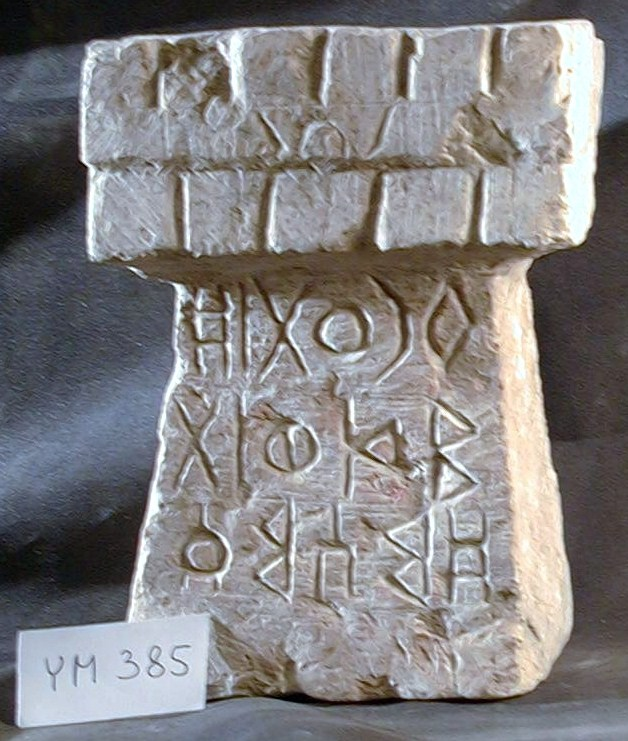
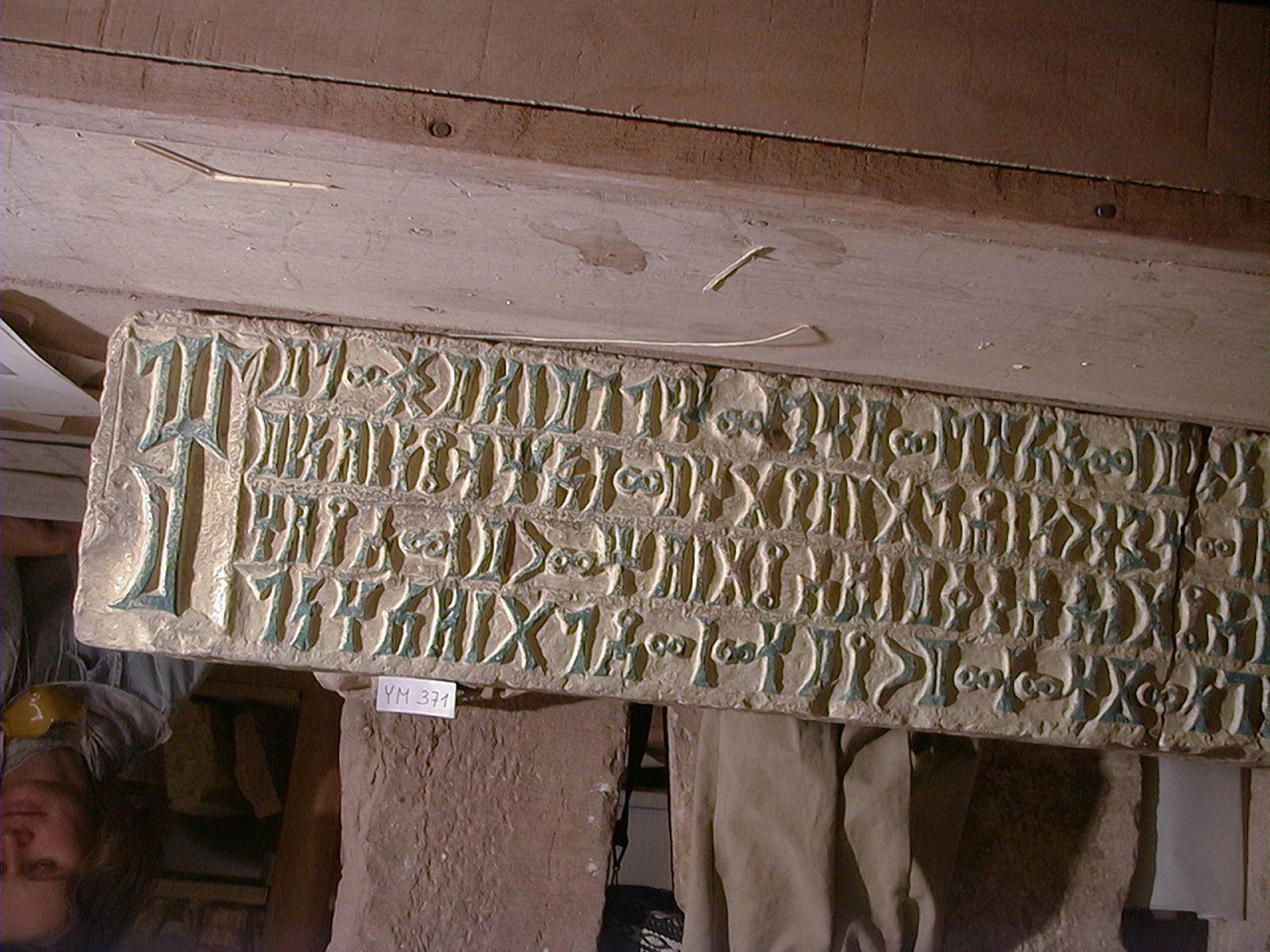
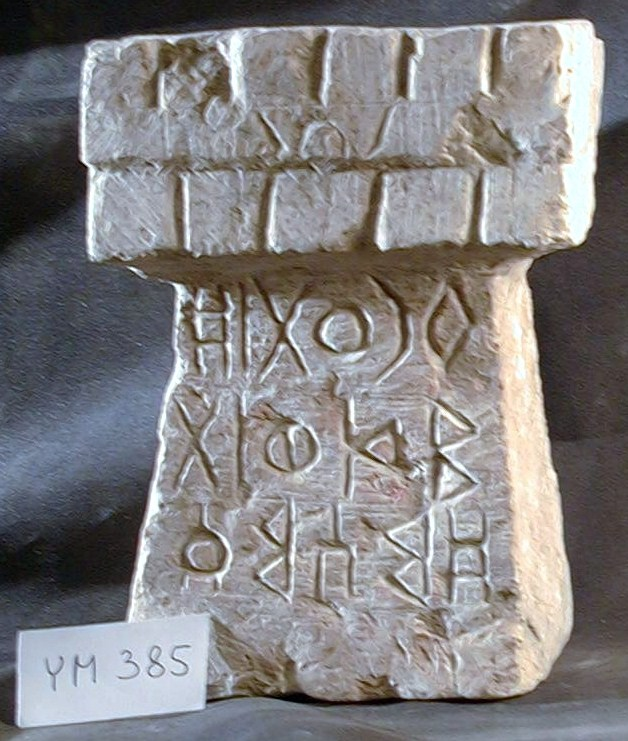
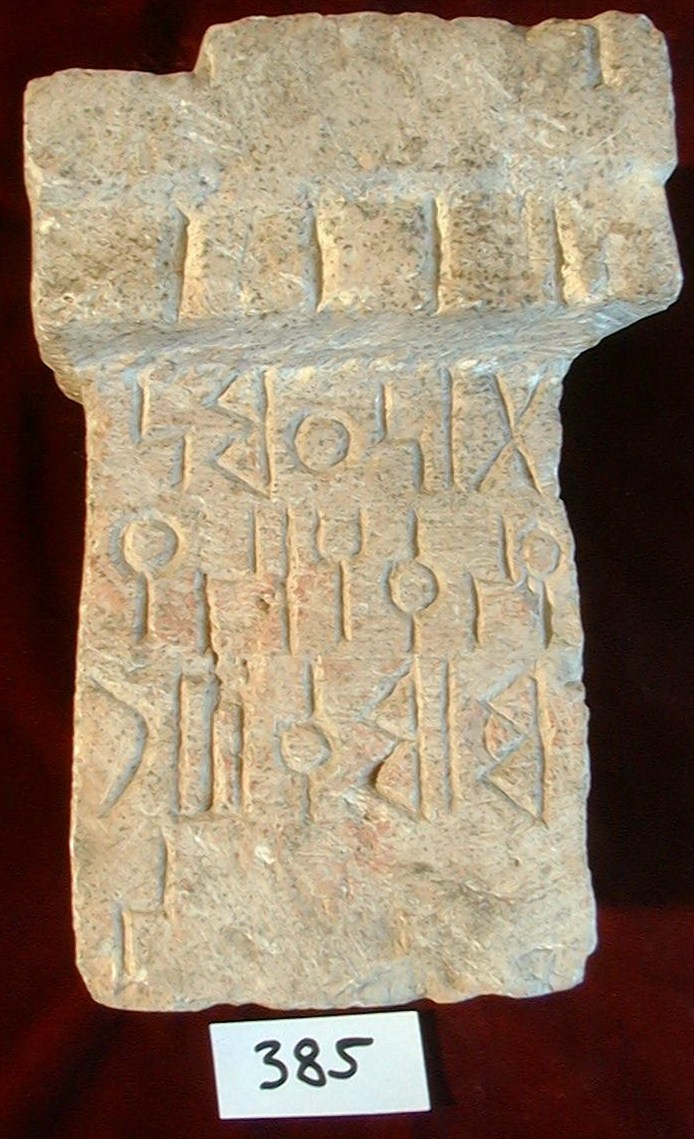
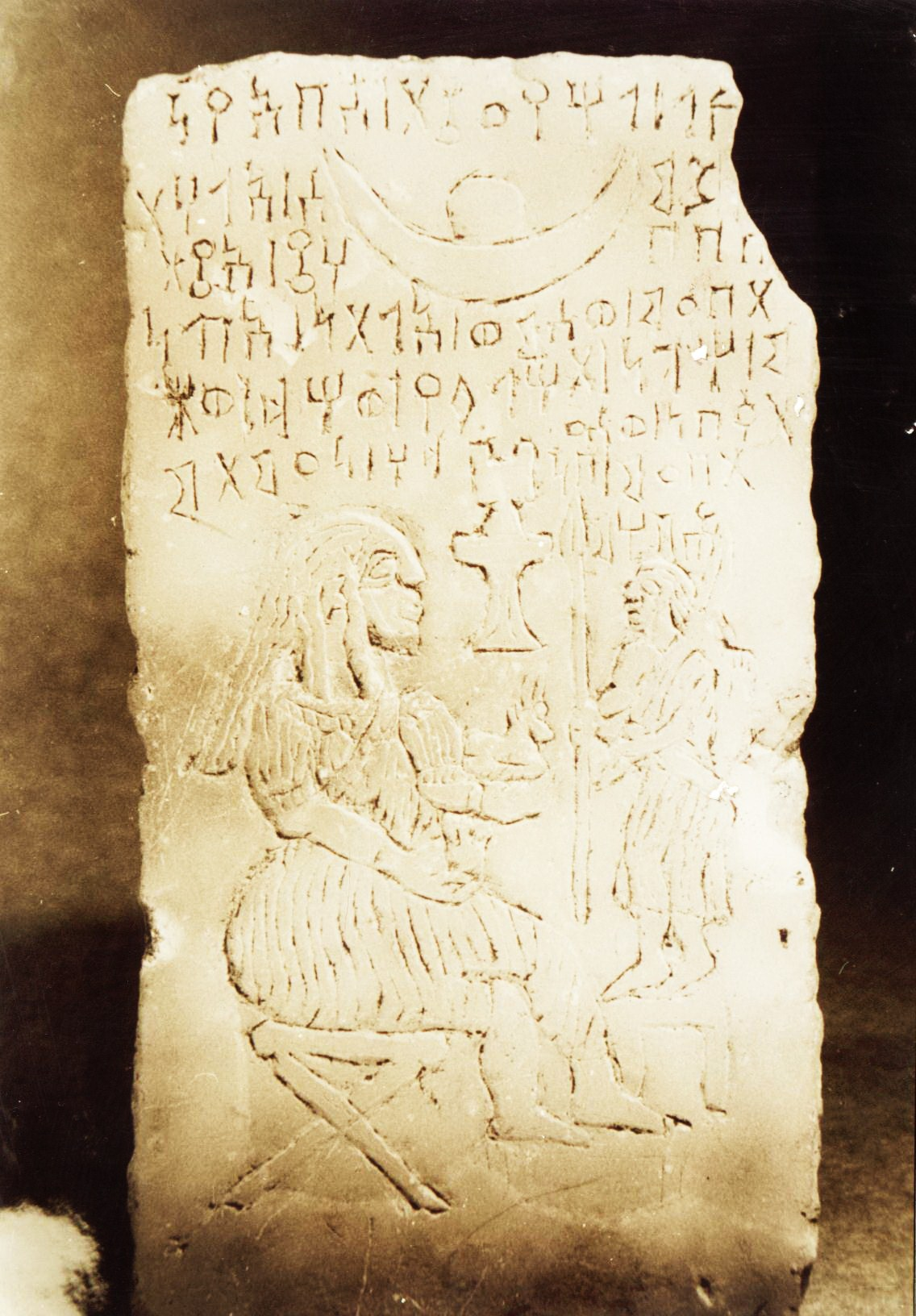
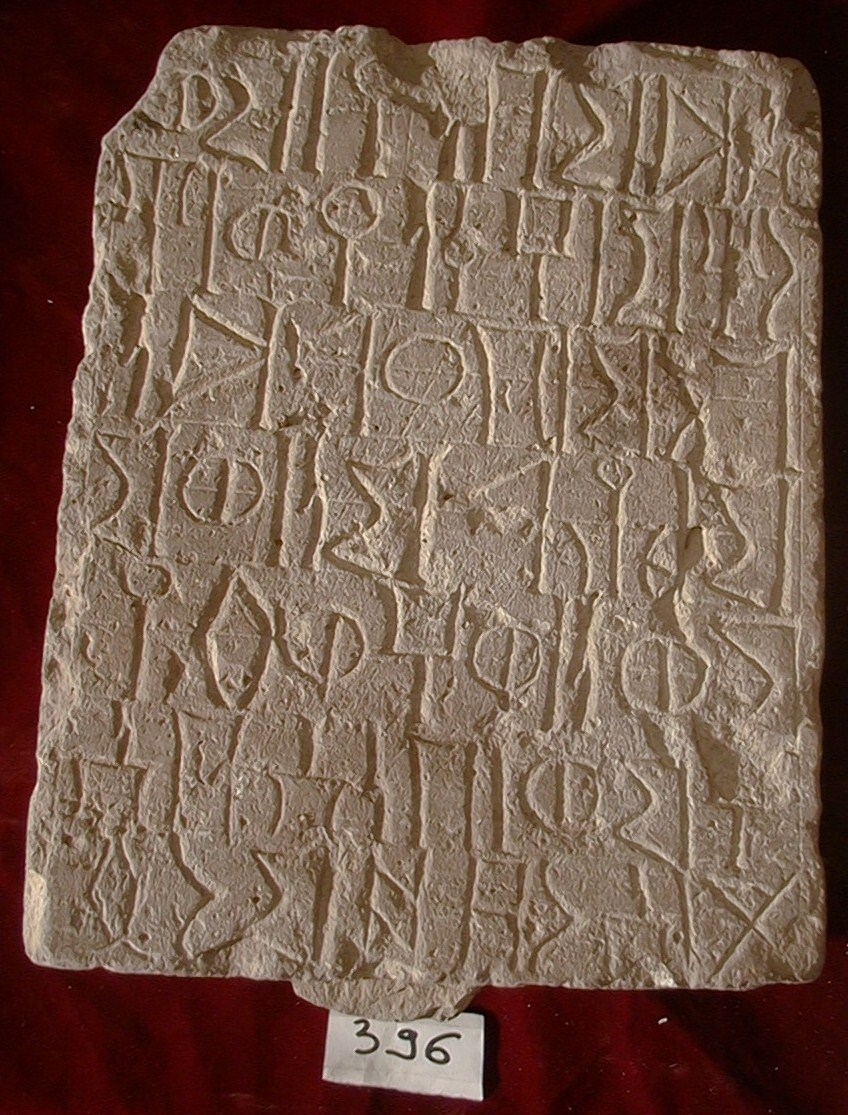
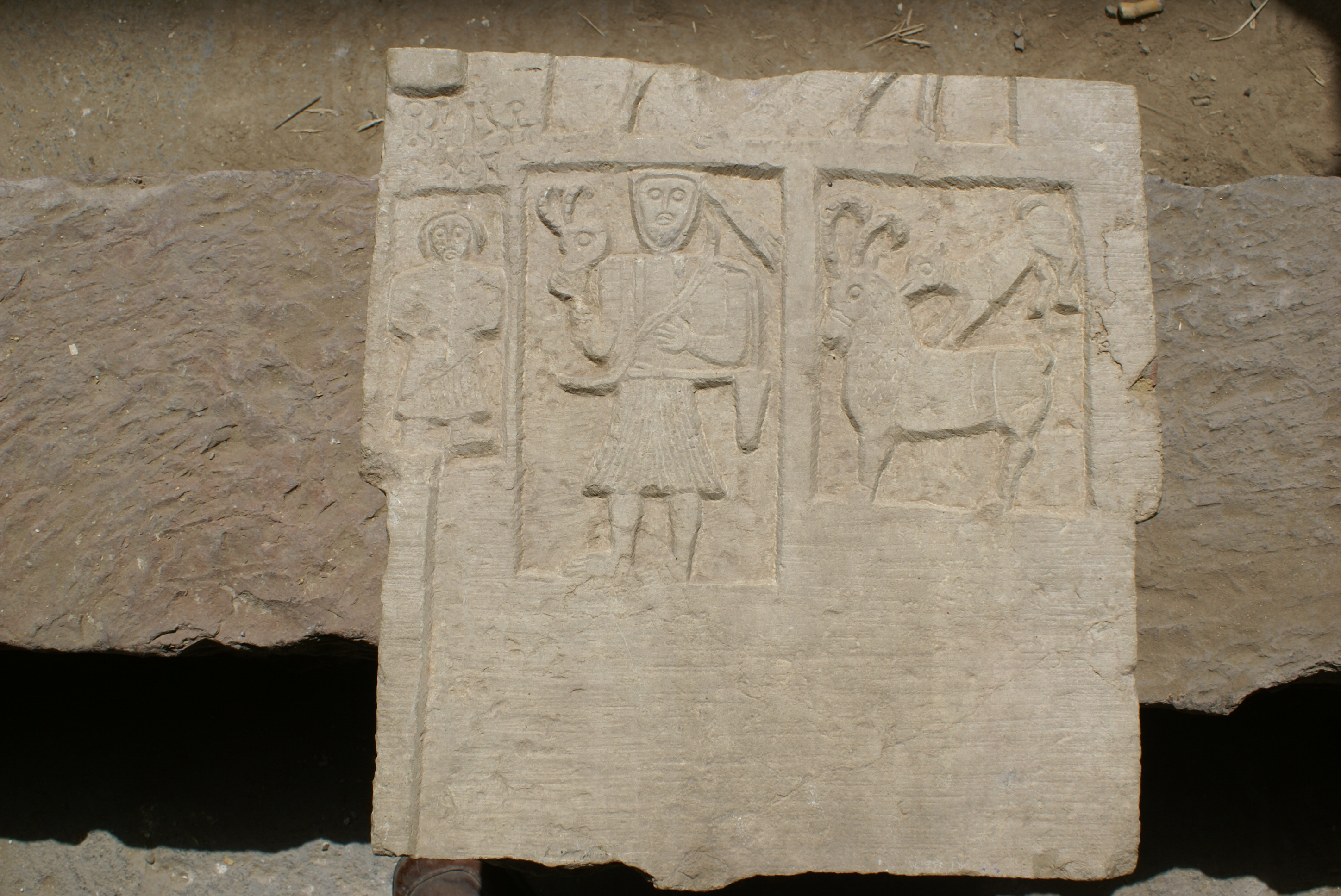
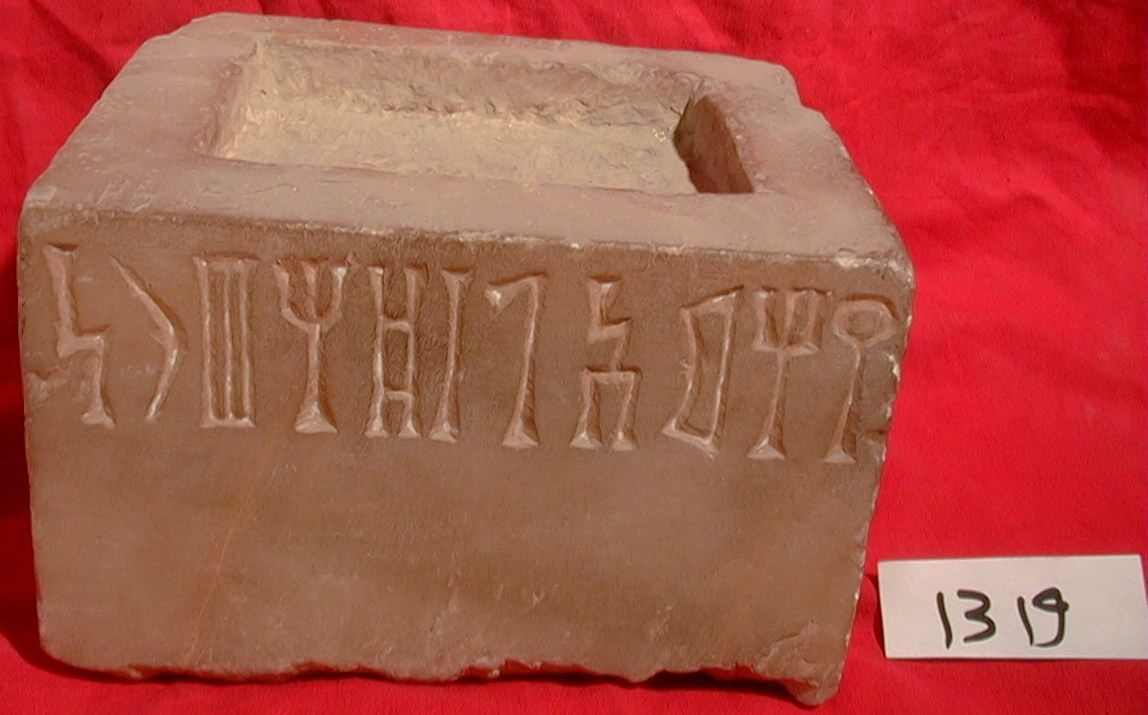
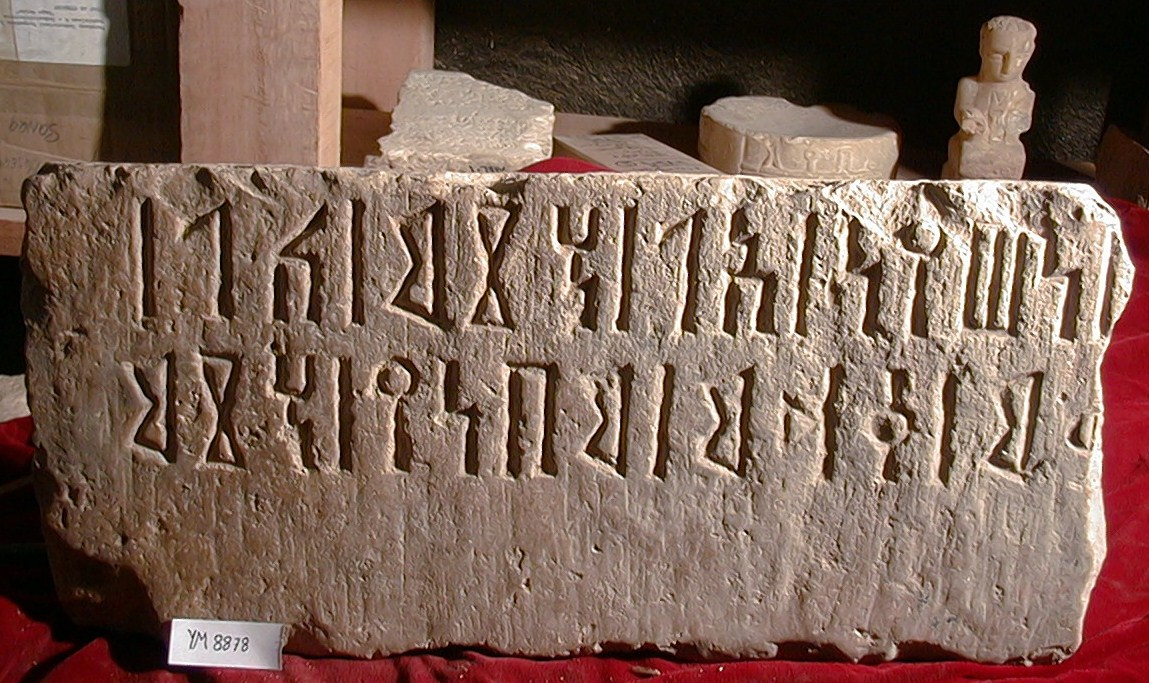
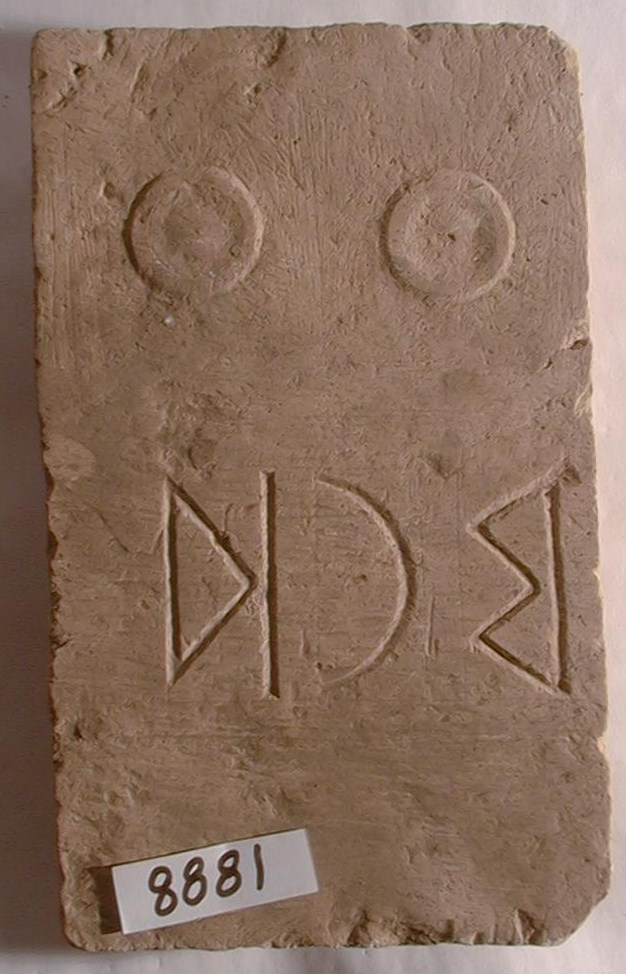
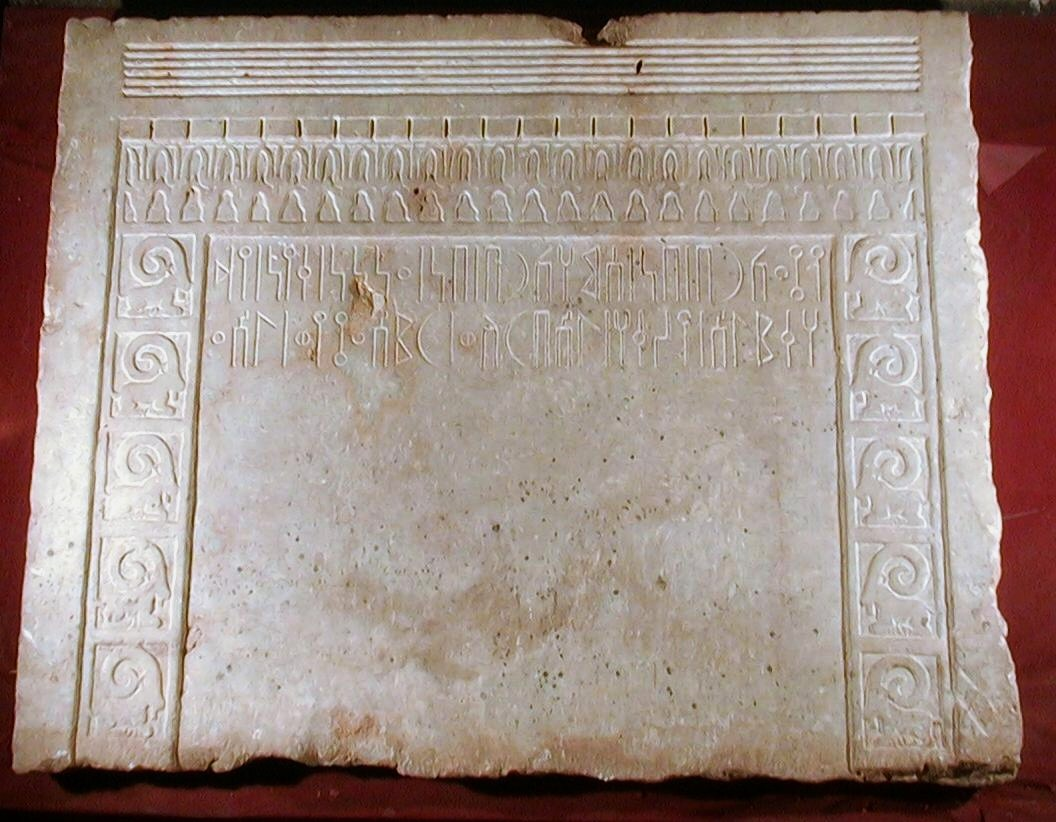
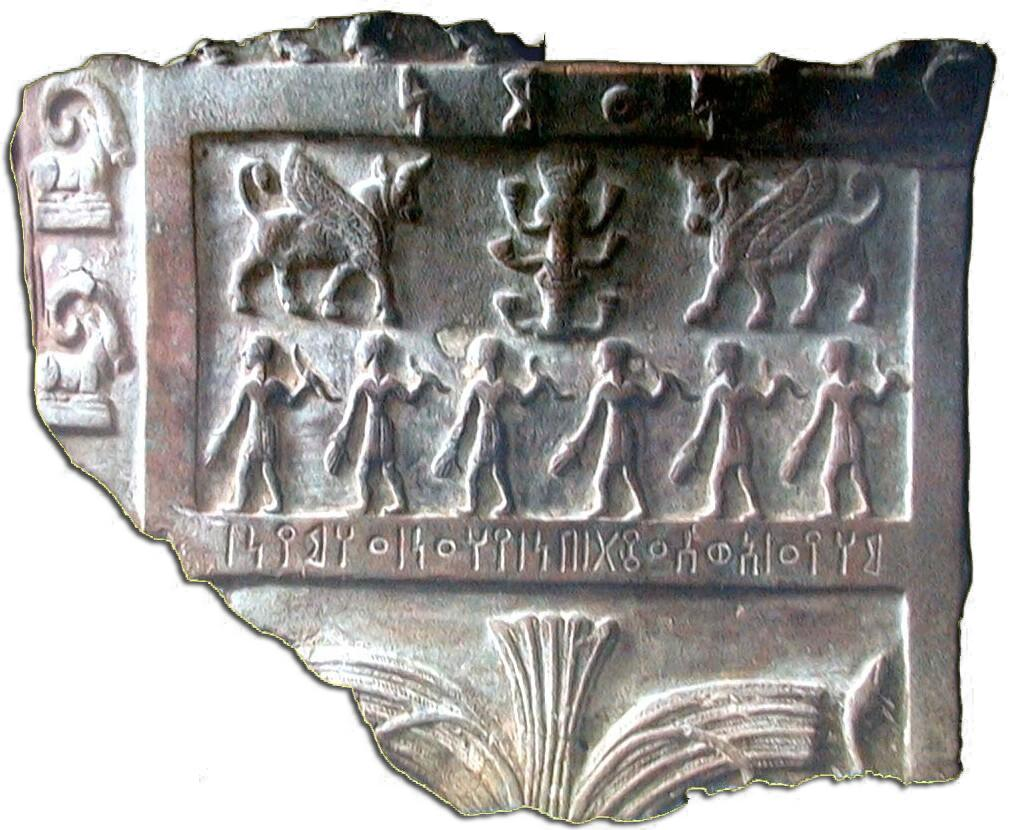

## وصلات خارجية
- صحيفة 26سبتمبر- المتحف الوطني يفتح أبوابه بعد غياب طويل
- دليل صنعاء السياحي